# Nicholas Tombazis
Nicholas Tombazis (Atenas, Grecia, 22 de abril de 1968) es un ingeniero y diseñador de automovilismo de competición, que ha sido empleado en Ferrari como jefe de aerodinámica antes de ir a trabajar a McLaren en la temporada 2003 de Fórmula 1. 
Volvió a Ferrari el 1 de marzo de 2006, para la Temporada 2006 de Fórmula 1, y convertirse en jefe de diseño de la Scuderia. En 2007 y 2008, la Scuderia ganó un campeonato de pilotos y dos de constructores, pero pasó los siguientes años sin ganar ningún título. En diciembre de 2014, Ferrari anunció que Tombazis abandonaría el equipo.
El 15 de enero de 2016, se convierte en el nuevo jefe de diseño de Manor Racing.
Estudió ingeniería aeronáutica en el Imperial College London. Es hijo de un conocido arquitecto griego, Alexandros Tombazis.

## Carrera
- 1992-1993: Benetton Formula, ingeniero aerodinámico.
- 1993-1995: Benetton Formula, jefe de aerodinámica.
- 1997: Scuderia Ferrari, ingeniero aerodinámico.
- 1998-2003: Scuderia Ferrari, jefe de aerodinámica.
- 2004: McLaren, jefe de aerodinámica.
- 2005: McLaren, jefe del diseño aerodinámico.
- 2006-2014: Scuderia Ferrari, jefe de aerodinámica.
- 2016: Manor Racing, jefe de aerodinámica.